# HD 36255
HD 36255，又名CD-30 2421，SAO 195898、HR 1838，是一颗恒星，视星等为6.75，位于銀經233.75，銀緯-29.96，其B1900.0坐标为赤經5h 25m 16.2s，赤緯-30° -29.96′ 47″。